# Martin J. Fettman
Martin Joseph Fettman (ur. 31 grudnia 1956 w Nowym Jorku) – amerykański patolog i badacz, który brał udział w misji wahadłowca kosmicznego NASA STS-58 na pokładzie promu kosmicznego Columbia jako specjalista ds. ładunku.

## Życie prywatne
Ojciec Martina – Bernard P. Fettman, nie żyje. Matka Martina – Elaine Fettman Peck, wyszła ponownie za mąż za Harolda Pecka, z którym mieszka w Nowym Jorku, na Brooklynie.
Martin J. Fettman jest żonaty z Heather E. Connally. Heather – tak jak i Fettman – jest weterynarzem: specjalizuje się w ratownictwa i intensywnej opiece weterynaryjnej. Wraz z dziewięcioma kotami i psem labradorem mieszkają w Tucson, w stanie Arizona.
W wolnych chwilach Fettman zajmuje się nurkowaniem, krótkofalówkarstwem, lataniem, jazdą na rowerze, strzelaniem z pistoletu, biwakowaniem i wędrówkami górskimi, oraz fotografią. Lubi też podróże, czytanie (tajemnice) oraz muzykę (jazz i muzyka klasyczna).

## Wykształcenie
- 1973: Ukończył Midwood High School, Brooklyn, Nowy Jork,
- 1976: Otrzymał tytuł naukowy licencjata w dziedzinie żywienia zwierząt na Uniwersytecie Cornell,
- 1980: Otrzymał tytuł doktora medycyny weterynaryjnej i tytuł magistra nauk żywieniowych na Uniwersytecie Cornell[5],
- 1982: Otrzymał stopień doktora filozofii z fizjologii na Uniwersytecie Stanu Kolorado,
- 1984: Otrzymał certyfikat rady weterynaryjnej patologii klinicznej,
- Dyplom American College of Veterinary Pathologists.

## Członkostwo w organizacjach naukowych
- American Academy of Veterinary Nutrition,
- Amerykańskie Stowarzyszenie Chemii Klinicznej,
- American Association for Advancement of Science,
- American College of Veterinary Pathologists,
- American Dairy Science Association,
- American Society of Animal Science,
- American Society of Gravitational and Space Biology,
- American Veterinary Medical Association,
- Stowarzyszenie Weterynarzy ds. Praw Zwierząt,
- New York Academy of Sciences,
- Shock Society,
- National Audubon Society (Life),
- National Wildlife Federation (Life),
- Ochrona przyrody,
- Sierra Club[2].

## Publikacje
Martin J. Fettman opublikował ponad 160 artykułów w recenzowanych czasopismach naukowych.

## Kariera naukowa
W 1982 roku, Fettman podjął swoją pierwszą pracę na uczelni: na Wydziale Patologii Kolegium Medycyny Weterynaryjnej i Nauk Biomedycznych na Uniwersytecie Stanu Kolorado. Pracował tam jako asystent profesora patologii klinicznej a jego obowiązki obejmowały nauczanie, badania i obsługę kliniczną.
Od 1983 roku pracował także na Wydziale Fizjologii Uniwersytetu Stanu Kolorado, a jego zainteresowania badawcze i dydaktyczne skupiały się na wybranych aspektach patofizjologii chorób żywieniowych i metabolicznych, ze szczególnym uwzględnieniem fizjologicznej biochemii energii, elektrolitach i metabolizmie płynów.
W 1986 otrzymał awans na profesora nadzwyczajnego, a w 1988 objął stanowisko kierownika sekcji patologii klinicznej w Veterinary Teaching Hospital na Colorado State University. Kolejny rok (1989–1990) Fettman spędził na urlopie naukowym (eng. sabatical leave) w Australii. W tym czasie pracował jako wizytujący profesor medycyny w szpitalu Queen Elizabeth oraz na Wydziale Gastroenterologii Uniwersytetu w Adelajdzie, w Australii Południowej. Badał tam epidemiologię biochemiczną ludzkiego raka jelita grubego.
W 1991 roku został mianowany kierownikiem katedry im. Marka L. Morrisa specjalizującej się w badaniach w zakresie żywienia klinicznego, oraz nominację na Wydziale Nauk Klinicznych – obie pozycje w ramach Colorado State University. Rok później (1992) awansował na profesora zwyczajnego patologii.
W 1994 roku Fettman uzyskał tytuł zasłużonego profesora (eng. distinguished faculty member) College’u Weterynarii i Nauk Biomedycznych – wyróżnienie imienia George’a H. Glovera. W tym samym roku Martin J. Fettman uzyskał tytuł „honorowego naukowca roku 1994” przyznany przez towarzystwo Sigma Xi na Colorado State University, oraz wykładowcą katedry im. Spencera T. i Ann W. Olin na Cornell University. W roku 1995 otrzymał tytuł zasłużonego naukowca (eng. Distinguished Scientist) roku 1995-ego w Bard College.

## Lot w kosmos
W grudniu 1991 roku, Fettman został wybrany w NASA na kandydata na specjalistę ds. ładunku. W październiku (2 października) 1992 został głównym specjalistą ds. ładunku w Spacelab Life Sciences-2. Rok później (w październiku 1993 roku) wziął udział w locie misji STS-58.
Od czasu lotu wystąpił w ponad siedemdziesięciu publicznych wystąpieniach reprezentujących badania w dziedzinie nauk o życiu kosmicznym, przed organizacjami szkolnictwa wyższego, medycznymi, weterynaryjnymi i świeckimi oraz odwiedził ponad dwadzieścia szkół K-12 w Stanach Zjednoczonych i Kanadzie.
Jest członkiem NASA Advisory Council Life and Biomedical Sciences oraz Applications Advisory Subcomm Committee.
Stowarzyszenie Uczestników Lotów Kosmicznych (Association of Space Explorers) przyznało mu Universal Astronaut Insignia za lot orbitalny (nr 304).